# Храм Тихона Задонского в Сокольниках
Храм Тихона Задонского на Ширяевом поле в Сокольниках — православный храм в районе Сокольники города Москвы, в парке Сокольники. Приписан 16 июля 2013 года в качестве скита к Ново-Алексеевскому монастырю в Красном селе.
Главный престол освящён в честь святителя Тихона Задонского, приделы — в честь святой равноапостольной княгини Ольги и в честь преподобного Серафима Саровского.

## История

### История района
В XIV—XV веках на месте парка «Сокольники» был густой лес, через который проходила Стромынская дорога. Дорога шла из Москвы через сёла Преображенское и Черкизово в село Стромынь и далее на Владимир и Суздаль.
С XV века этот район становится местом великокняжеской соколиной охоты. Её большой любитель царь Алексей Михайлович в XVII веке создал здесь один из своих соколиных дворов. По преданию, любимый сокол царя — Ширяй — во время охоты разбился, ударившись о землю. Память об этом событии сохранилась в названии Ширяева поля.

### Строительство храма
В конце 1861 года митрополит Московский Филарет удовлетворил прошение почётных граждан Дмитрия Лепешкина, Ивана Лямина и ещё 15 московских купцов, желавших построить на свои средства церковь «ради духовных нужд, так как лето с семьями проводили в Сокольниках». Место было определено при «въезде на Ширяево поле, слева от проезжей дороги».
14 июля 1863 года храм Тихона Задонского на Ширяевом освятил митрополит Филарет. Первоначальное здание Тихоновского храма было необычной восьмиугольной формы, классического стиля, деревянное, оштукатуренное, с белыми колоннами. Его стены имели оригинальную конструкцию — брёвна были поставлены вертикально. Возможно, поэтому уже к 1875 году нижние части брёвен начали подгнивать и возникла опасность обрушения здания. Согласно другому источнику, первоначальное здание храма стало разрушаться из-за сложности своей конструкции и просчётов во время его проектирования.
В 1875 году Иван Лямин заказал участковому архитектору при городской управе Анатолию Семёнову разработать проект нового деревянного храма в «русском стиле». В качестве образца для своего проекта архитектор взял русские храмы XVII века с шатровым завершением. Основной объём нового храма — кубический четверик плавно переходил к уменьшенному восьмерику, а затем к шатру, высота которого равнялась основанию. Шатёр был увенчан маленькой луковичной главкой на восьмигранном барабане. Шатёр окружали два ряда кокошников, карнизы украшала тонкая ажурная резьба. Храм был украшен резными наличниками дверных и оконных проёмов, перекрытия над крыльцами поддерживали резные столбы. Именно таким был запечатлён храм Тихона Задонского на фотографии из альбома, изданного московским купцом Николаем Найдёновым в 1891 году.
К 1890 году на средства церковного старосты купца Алексея Давыдова храм был расширен и достроены ещё два придела — святой великой княгини Ольги и святого преподобного Серафима Саровского (архитектор Степан Крыгин). Ещё позднее храм окружили холодной галереей, после чего он потерял свою былую стройность.

### Советский период
Храм Тихона Задонского был закрыт в 1934 году. В его здании попеременно размещались производственные мастерские парка Сокольники, строительно-монтажный завод, стройдвор Министерства культуры РСФСР. Здание храма было значительно перестроено. Шатёр был разобран, внутри появились перегородки, в стенах пропилены новые двери и окна. Вход был прорублен в центральной абсиде, главный коридор проходил на месте бывшего Престола.
В 1992 году Тихоновский храм был возвращён Русской православной церкви, но реально здание было освобождено только через два года. Из-за ветхости строения было принято решение храм разобрать и возводить заново. Строительство нового храма по проекту архитектора Н. С. Василенко было начато в 1995 году под руководством священника Артемия Владимирова. 13 апреля 2004 года храм святителя Тихона Задонского был освящён, с этого же времени в нём регулярно совершаются богослужения.
Расположенный в парке, недалеко от пруда, деревянный храм с печным отоплением позволяет человеку забыть на время современную обстановку и окунуться в историю России.

## Фотографии

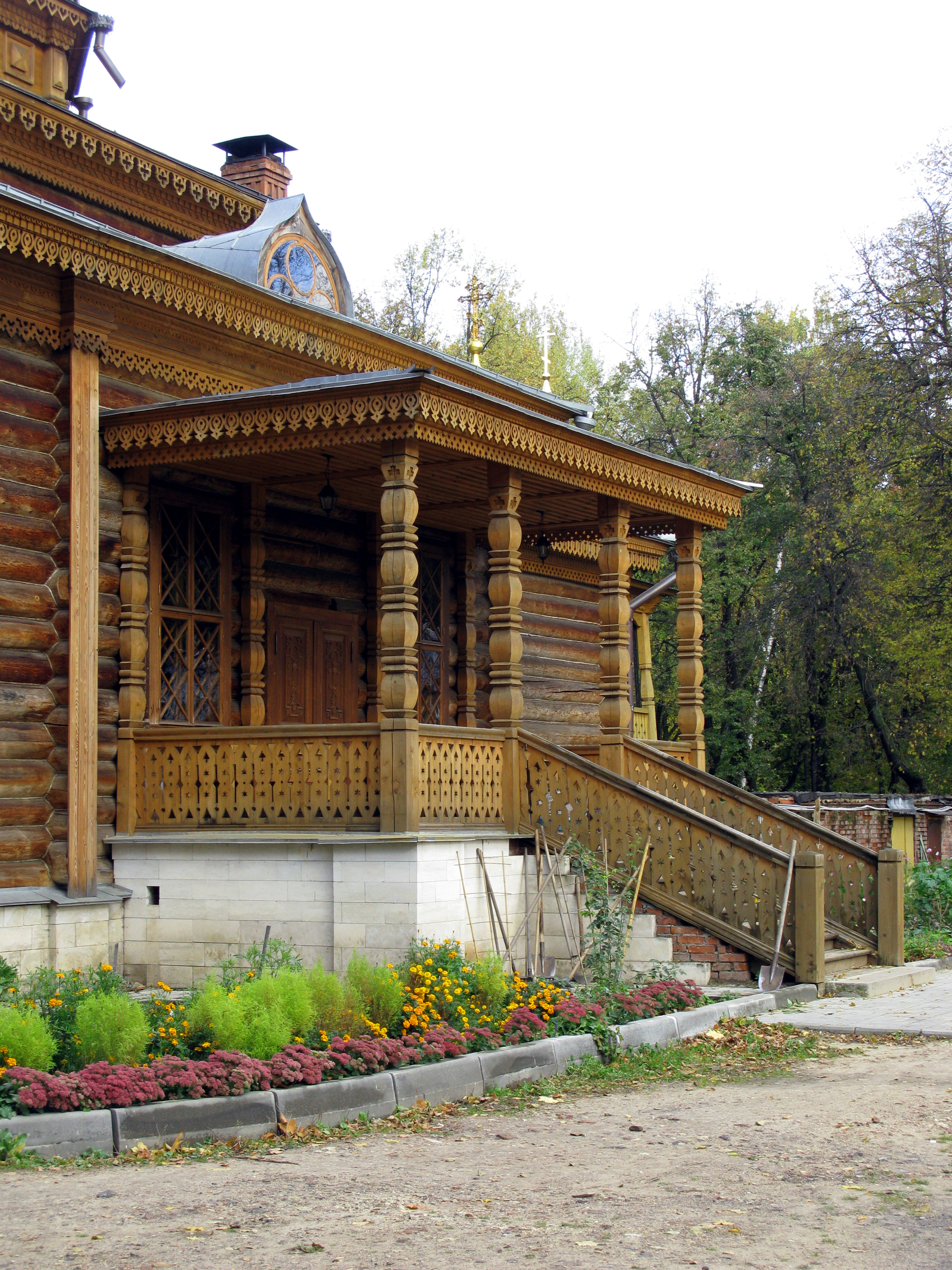
Храм украшен ажурной резьбой
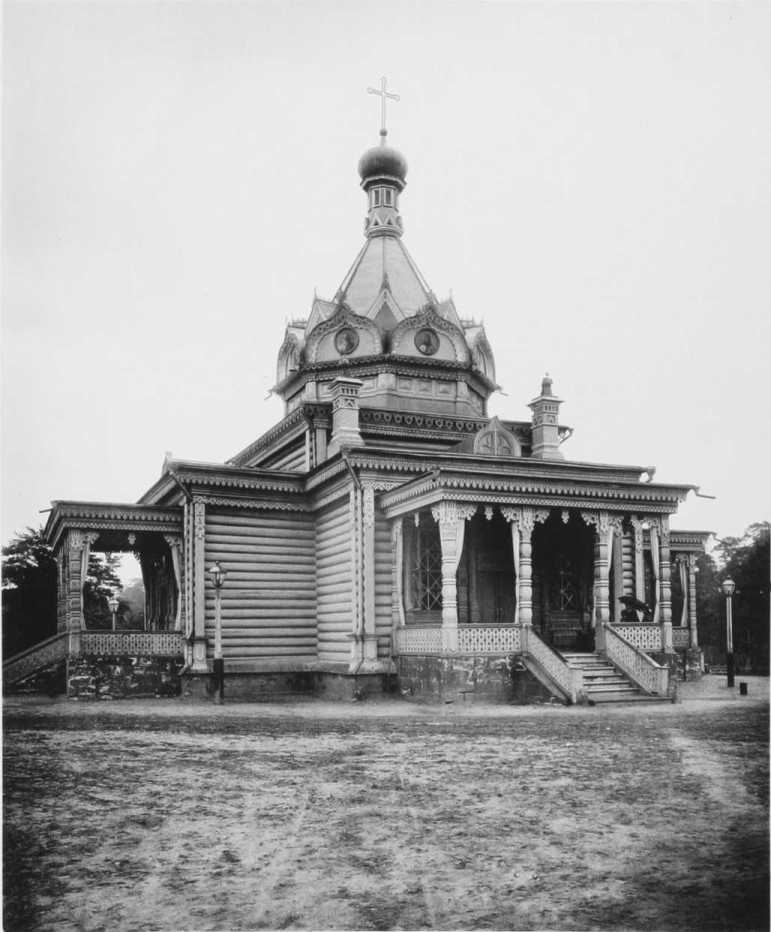
Тихоновский храм, 1891 год
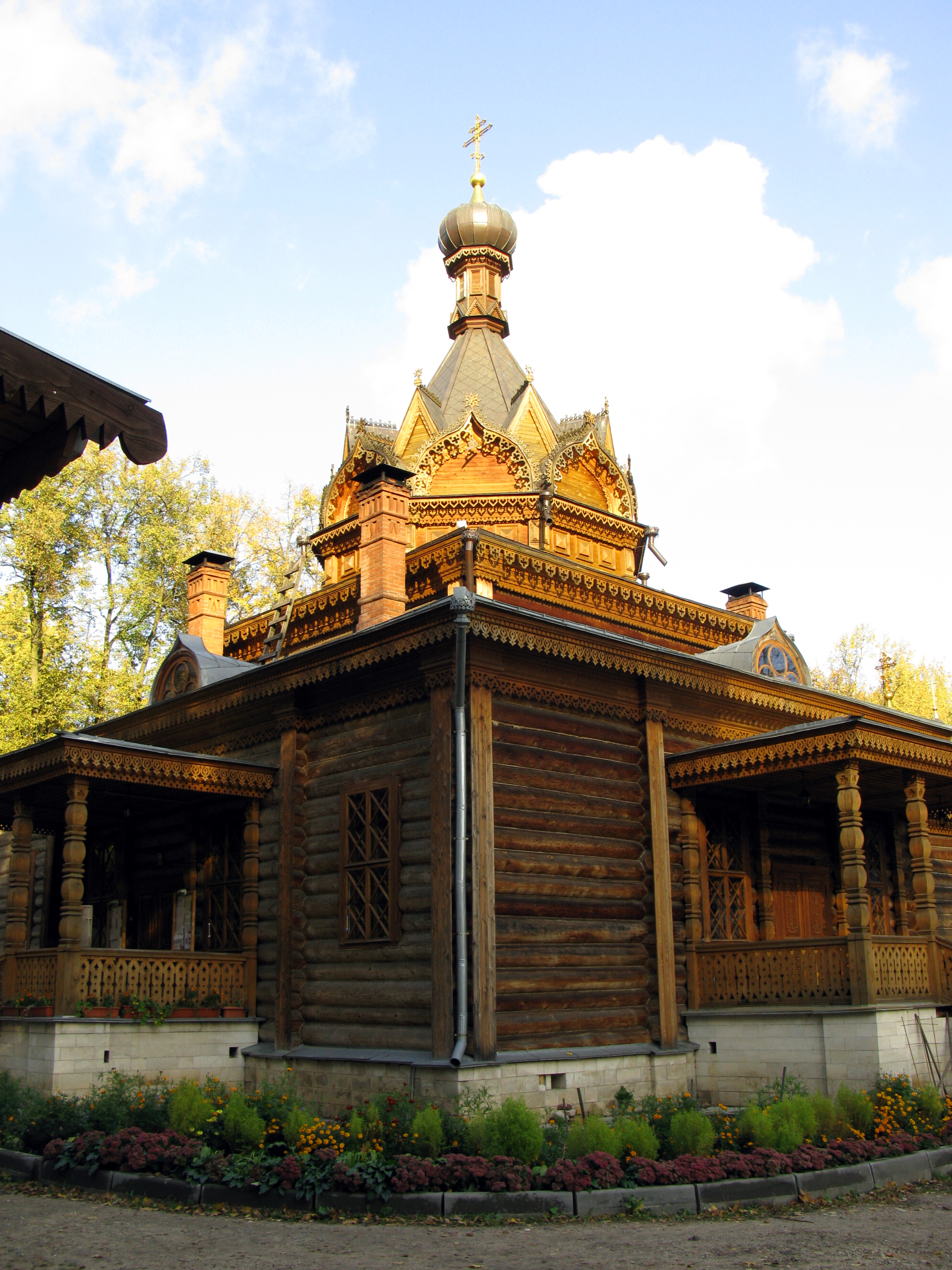
Храм Тихона Задонского
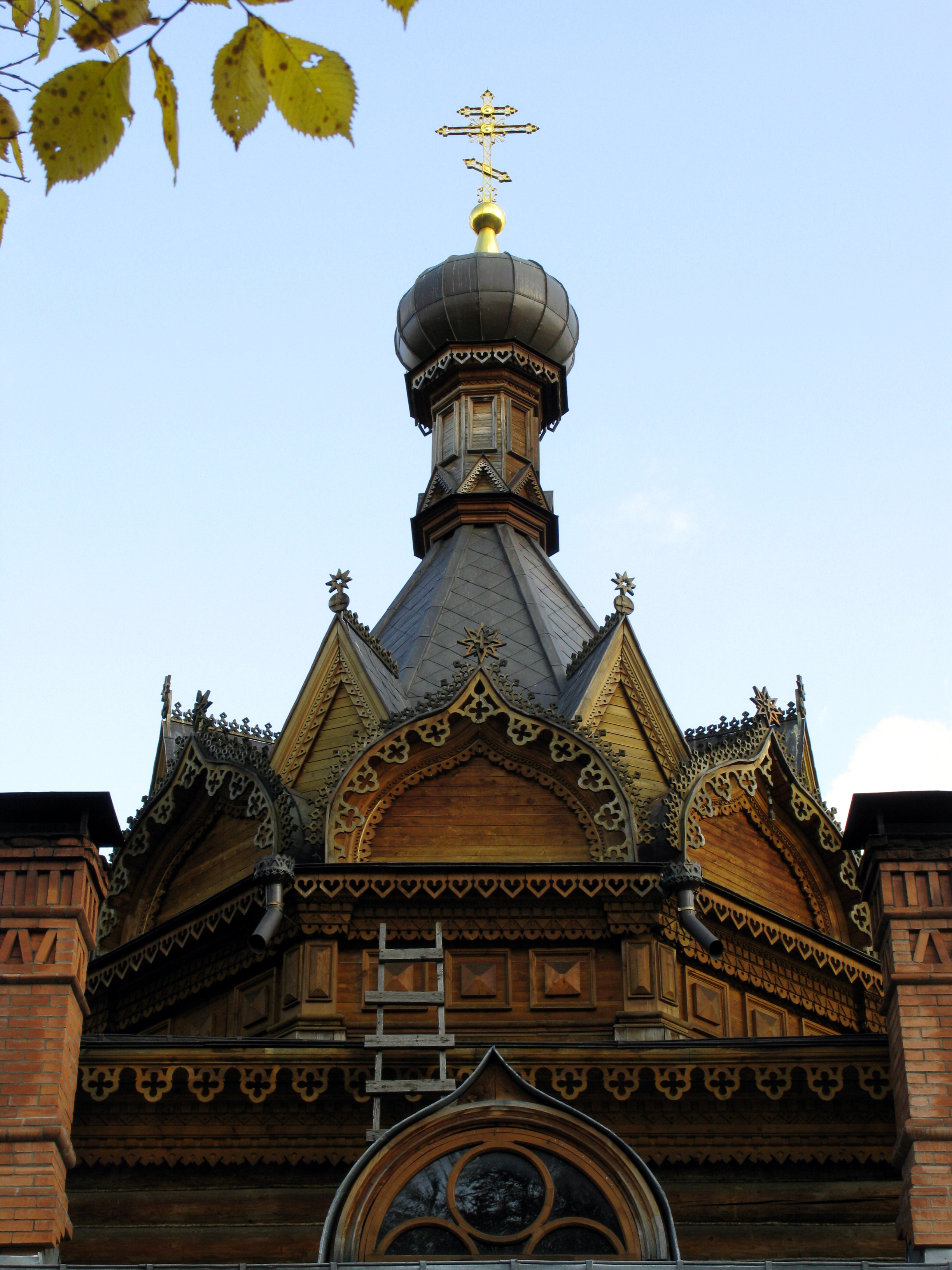
Храм Тихона Задонского
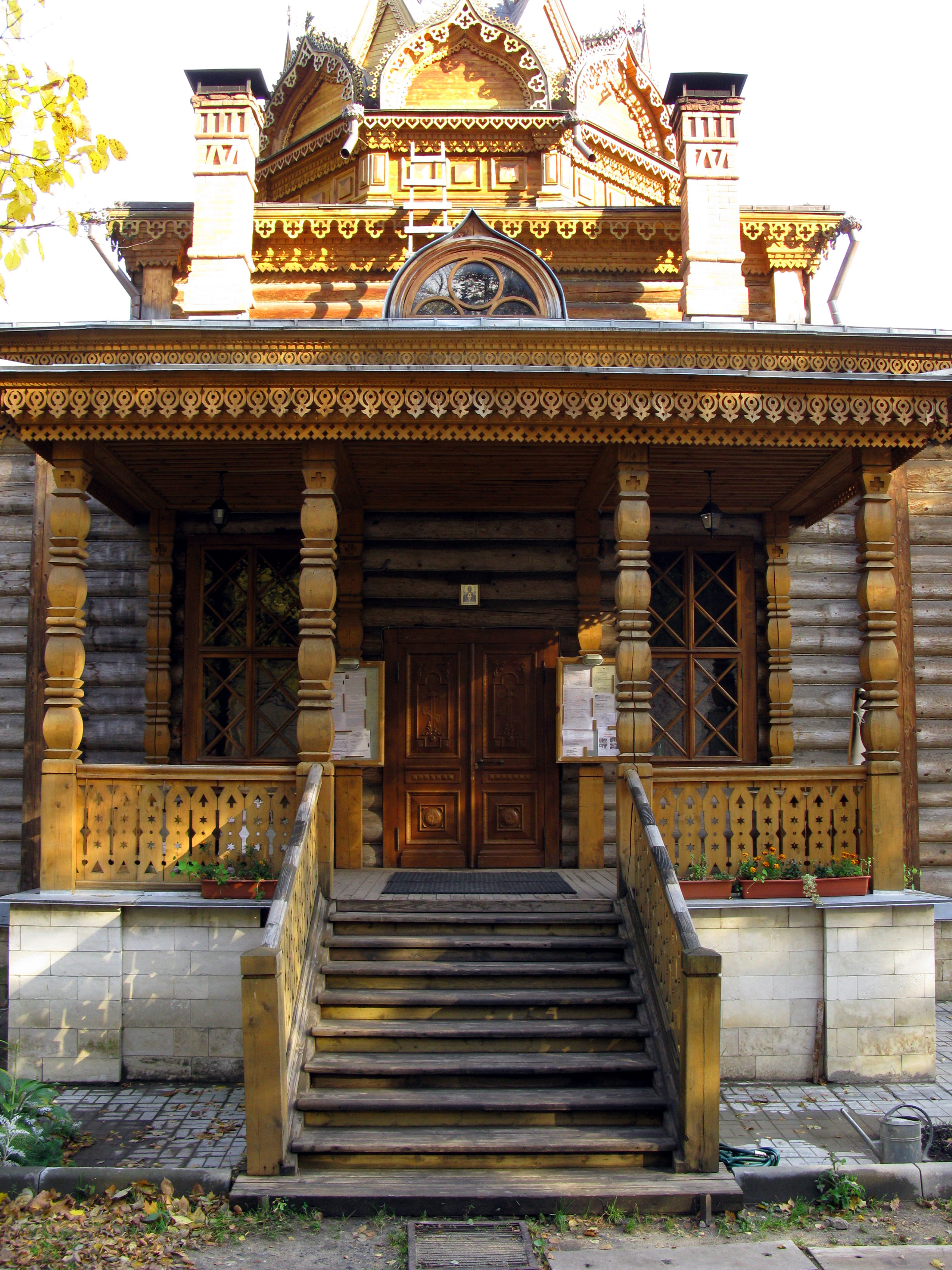
Храм Тихона Задонского
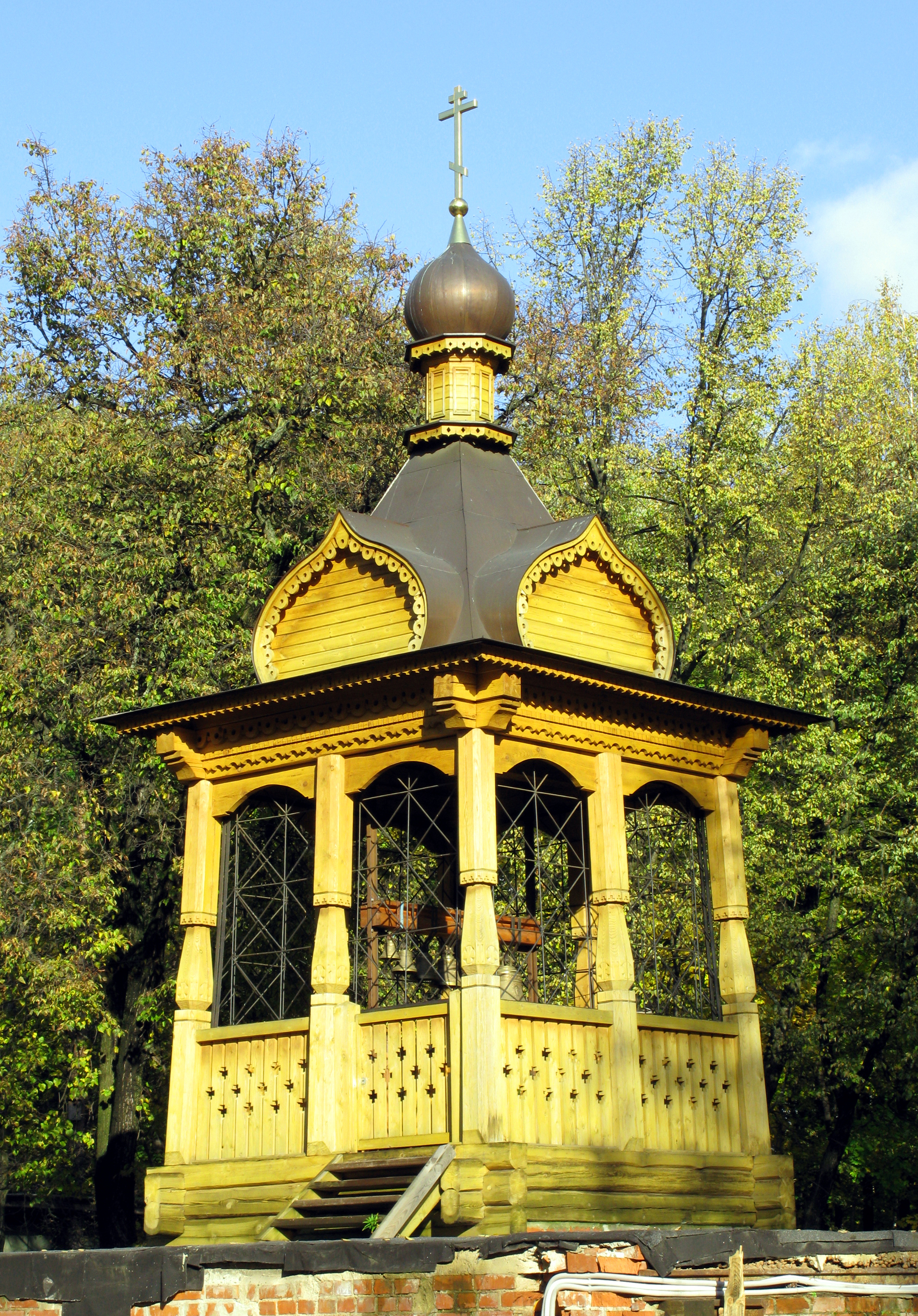
Звонница храма